# 欣克利 (犹他州)
欣克利（英文：Hinckley），是美国犹他州米勒德县下属的一座城市。建市于 不明年份年，面积大约为5.05平方英里（13.1平方公里），海拔约为4,603英尺（1,403米）。根据2010年美国人口普查，该市有人口696人。